# چاوپی تیانا
چاوپی تیانا (به اسپانیایی: Chawpi Tiyana) یک کوه در پرو است که در منطقه کوسکو واقع شده‌است. چاوپی تیانا ۵٬۰۰۰ متر بالاتر از سطح دریا واقع شده‌است.